# Corydoras amapaensis
Corydoras amapaensis är en fiskart som beskrevs av Han Nijssen 1972. Corydoras amapaensis ingår i släktet Corydoras och familjen Callichthyidae. Inga underarter finns listade i Catalogue of Life.